# Donnie Abraham
Nathaniel Donnell "Donnie" Abraham (n. Orangeburg, 8 de octubre de 1973) es un exjugador estadounidense de fútbol americano que ocupaba la posición de cornerback en la Liga Nacional de Fútbol (del inglés: National Football League) durante la década de 1990. Jugó fútbol americano universitario en la East Tennessee St., siendo reclutado por los Tampa Bay Buccaneers en el Draft de la NFL de 1996; estuvo en dicho equipo hasta el año 2001, para luego ser parte de los New York Jets entre 2002 y 2004. Se retiró el 15 de julio de 2005.